# Alicia Pérez Gil
Alicia Pérez Gil (Valladolid, 1974) es una profesora y escritora española, de terror, fantasía y ciencia ficción. En dos ocasiones ganó el Concurso Literario Llodio y también obtuvo el premio Ciudad de Éibar. 

## Trayectoria
Se crio en el País Vasco y se licenció en Derecho en la Universidad de Deusto, pero allí su vocación cambió al entrar en contacto en 1992 con el Taller Literario de dicha universidad. Ganó algunos certámenes literarios en esa época.
Durante unos años residió en Londres, desde donde escribió gran cantidad de correspondencia e incluso un diario que mantuvo un buen tiempo.
En 2011 retomó la escritura de ficción, decantándose por el género de terror, los monstruos clásicos y el drama psicológico del que forman parte sus propias conflictivas relaciones familiares.
Optó por el género de terror porque le permite saltarse todos los límites, literarios y de los personajes. Huir de lo verosímil, presentar situaciones extraordinarias, exagerar hasta donde se quiera… contar con la suspensión de incredulidad.
Considera sus referentes literarios a autores como Henry Miller, Marguerite Durás, Stephen King, Ursula K Leguin, Almudena Grandes, Terry Pratchett y Neil Gaiman. 
Es fundadora de Laescribeteca.com, sitio web en el que ayuda a quienes desean escribir a mejorar su técnica o a comenzar desde cero. También gestiona un Patreon (plataforma de micromecenazgo para proyectos creativos) con el mismo objetivo que La Escribeteca. En 2022 fue ponente de Luminaria, el Encuentro de narrativa fantástica de Zaragoza.
En 2022, ha participado como docente en una iniciativa de la Universidad de Burgos para promocionar la cultura científica y tecnológica entre la ciudadanía. Ha impartido los talleres "La historia la escribes tú" y "Más allá de la ficción hay ciencia: generando vocaciones STEAM a partir de la literatura de ciencia ficción".

## Reconocimientos
Al inicio de su carrera, ganó el Concurso Literario Llodio tanto en 1997 como en 1998; y el premio Ciudad de Éibar en 1999.

## Obra
- 2013 - Deabru. Autopublicado.
- 2015 - Las voces. Autopublicado.
- 2017 - Barro / Post Scriptum 1. Editorial Cerbero. ISBN 978-84-946422-6-5
- 2018 - Carne / Post Scriptum 2. Editorial Cerbero. ISBN 9788494809910
- 2018 - Sombra / Post Scriptum 3. Editorial Cerbero. ISBN 9788494903953
- 2018 - Cuerpos / Sierra Norte 1. Editorial Cerbero (con Cristina Jurado). ISBN 978-84-948099-6-5
- 2019 - Yo soy aquel. Cazador de Ratas. ISBN 9788417646134
- 2019 - Ojos verdes. Cazador de Ratas. ISBN 9788417646233
- 2019 - Inquilinos. Cazador de Ratas. ISBN 9788417646479
- 2019 - Escribir desde los cimientos. Publicado de manera independiente. ISBN 979-8589751475
- 2020 - Rutina de entrenamiento para escritoras en ciernes. Publicado de manera independiente. ISBN 979-8676195946
- 2020 - Simón dice. Publicado de manera independiente. ISBN 979-8642397770
- 2020 - Barro (versión definitiva). Literup. ISBN 978-84-122544-2-6
- 2021 - Las balsas de Noa. Marli Brosgen. ISBN 978-84-123834-3-0